# Lijst van onroerend erfgoed in Koekelare
Een overzicht van het onroerend erfgoed in de gemeente Koekelare. Het onroerend erfgoed maakt deel uit van het cultureel erfgoed in België.

## Bouwkundig erfgoed
| Object                                                        | Erfgoedstatus?                                   | Bouwjaar of architect | Deelgemeente | Adres                                             | Coördinaten | Nummer? | Afbeelding                                                    |
| ------------------------------------------------------------- | ------------------------------------------------ | --------------------- | ------------ | ------------------------------------------------- | ----------- | ------- | ------------------------------------------------------------- |
| Brouwerij Christiaen                                          | Monument                                         |                       | Koekelare    | Sint-Maartensplein 15                             |             | 206347  | Brouwerij Christiaen                                          |
| Hoeve                                                         |                                                  |                       | Koekelare    | Asstraat 6                                        |             | 208017  | Hoeve                                                         |
| Hoeve Hof de Fontein                                          |                                                  |                       | Koekelare    | Belhuttebaan 76, 76A-C                            |             | 208019  | Hoeve Hof de Fontein                                          |
| Boerenarbeidershuis                                           |                                                  |                       | Koekelare    | Belhuttebaan 96                                   |             | 208020  | Boerenarbeidershuis                                           |
| Kapel Onze-Lieve-Vrouw                                        |                                                  |                       | Koekelare    | Belhuttebaan                                      |             | 208021  | Kapel Onze-Lieve-Vrouw                                        |
| Kapel Onze-Lieve-Vrouw                                        |                                                  |                       | Koekelare    | Berkenlaan                                        |             | 208022  | Kapel Onze-Lieve-Vrouw                                        |
| Burgerhuis                                                    |                                                  |                       | Koekelare    | Bisschophoekstraat 4                              |             | 208024  | Burgerhuis                                                    |
| Dorpswoning                                                   |                                                  |                       | Koekelare    | Bisschophoekstraat 15                             |             | 208025  | Dorpswoning                                                   |
| Gedenksteen                                                   |                                                  |                       | Koekelare    | Bisschophoekstraat 38                             |             | 208027  | Gedenksteen                                                   |
| Hoeve in L-vorm                                               |                                                  |                       | Koekelare    | Blondekensveldweg 4                               |             | 208028  | Hoeve in L-vorm                                               |
| Dorpswoningen                                                 |                                                  |                       | Koekelare    | Brouwerijstraat 18-20                             |             | 208031  | Dorpswoningen                                                 |
| Burgerhuizen                                                  |                                                  |                       | Koekelare    | Brouwerijstraat 19-21                             |             | 208032  | Burgerhuizen                                                  |
| Herberg De Vos                                                |                                                  |                       | Koekelare    | Brouwerijstraat 22                                |             | 208033  | Herberg De Vos                                                |
| Kapel Heilig Hart                                             |                                                  |                       | Koekelare    | Brugse Heirweg                                    |             | 208034  | Kapel Heilig Hart                                             |
| Hoeve                                                         |                                                  |                       | Koekelare    | Brugse Heirweg 6                                  |             | 208035  | Hoeve                                                         |
| Hoeve 't Lindehof                                             |                                                  |                       | Koekelare    | Carrestraat 5                                     |             | 208037  | Hoeve 't Lindehof                                             |
| d'Houtlandhoeve                                               |                                                  |                       | Koekelare    | Carrestraat 6                                     |             | 208039  | d'Houtlandhoeve                                               |
| Hoeve                                                         |                                                  |                       | Koekelare    | Carrestraat 7                                     |             | 208040  | Hoeve                                                         |
| Boerenarbeidershuis                                           |                                                  |                       | Koekelare    | Catstraat 36                                      |             | 208042  | Boerenarbeidershuis                                           |
| Hoeve                                                         |                                                  |                       | Koekelare    | Catstraat 71                                      |             | 208043  | Hoeve                                                         |
| Arbeidershuis                                                 |                                                  |                       | Koekelare    | Catstraat 85                                      |             | 208044  | Arbeidershuis                                                 |
| Hoeve                                                         |                                                  |                       | Koekelare    | Cattaertstraat 4                                  |             | 208045  | Hoeve                                                         |
| Site Lange Max                                                | Monument: geschutsbedding, boerenwoning, bakhuis |                       | Koekelare    | Clevenstraat 2                                    |             | 208046  | Site Lange Max                                                |
| Kapel Onze-Lieve-Vrouw van de Zeven Weeën                     |                                                  |                       | Koekelare    | Clevenstraat                                      |             | 208047  | Kapel Onze-Lieve-Vrouw van de Zeven Weeën                     |
| Hoeve De Groene Wandeling                                     |                                                  |                       | Koekelare    | Clevenstraat 11                                   |             | 208048  | Hoeve De Groene Wandeling                                     |
| Boerenhuis van 1760                                           |                                                  |                       | Koekelare    | Clevenstraat 15                                   |             | 208049  | Boerenhuis van 1760                                           |
| Muziekkiosk                                                   |                                                  |                       | Koekelare    | Concertplein                                      |             | 208050  | Muziekkiosk                                                   |
| Fontein met Waterbrakende Aalscholver                         |                                                  |                       | Koekelare    | Concertplein                                      |             | 208051  | Fontein met Waterbrakende Aalscholver                         |
| Woon- en winkelcomplex De Platse                              |                                                  |                       | Koekelare    | Concertplein 1-20, 22-24, Sint Maartensplein 4-12 |             | 208052  | Woon- en winkelcomplex De Platse                              |
| Historische hoeve                                             |                                                  |                       | Koekelare    | Corduaweg 1                                       |             | 208053  | Historische hoeve                                             |
| Hoeve Heerlijkheid van Cordua                                 |                                                  |                       | Koekelare    | Corduaweg 3                                       |             | 208054  | Hoeve Heerlijkheid van Cordua                                 |
| Burgerhuis                                                    |                                                  |                       | Koekelare    | Dorpsstraat 3                                     |             | 208055  | Burgerhuis                                                    |
| Burgerhuis                                                    |                                                  |                       | Koekelare    | Dorpsstraat 7                                     |             | 208056  | Burgerhuis                                                    |
| Handelspand                                                   |                                                  |                       | Koekelare    | Dorpsstraat 9                                     |             | 208057  | Handelspand                                                   |
| Kunstwerk                                                     |                                                  |                       | Koekelare    | Dorpsstraat                                       |             | 208058  | Kunstwerk                                                     |
| Herberg De Zwaan                                              | Monument                                         |                       | Koekelare    | Dorpsstraat 14                                    |             | 208059  | Herberg De Zwaan                                              |
| Burgerhuis met latere winkelpui                               |                                                  |                       | Koekelare    | Dorpsstraat 23                                    |             | 208060  | Burgerhuis met latere winkelpui                               |
| Winkelhuis                                                    |                                                  |                       | Koekelare    | Dorpsstraat 30-32                                 |             | 208061  | Winkelhuis                                                    |
| Veevoeder- en kunstmestbedrijf                                |                                                  |                       | Koekelare    | Dorpsstraat 38                                    |             | 208062  | Veevoeder- en kunstmestbedrijf                                |
| Dorpswoning                                                   |                                                  |                       | Koekelare    | Dorpsstraat 44                                    |             | 208064  | Dorpswoning                                                   |
| Dorpswoning                                                   |                                                  |                       | Koekelare    | Dorpsstraat 50                                    |             | 208065  | Dorpswoning                                                   |
| Hoekpand van 1923                                             |                                                  |                       | Koekelare    | Dorpsstraat 56                                    |             | 208066  | Hoekpand van 1923                                             |
| Dorpswoning van 1868                                          |                                                  |                       | Koekelare    | Dorpsstraat 59                                    |             | 208067  | Dorpswoning van 1868                                          |
| Wegwijzer                                                     |                                                  |                       | Koekelare    | Eernegemstraat                                    |             | 208439  | Wegwijzer                                                     |
| Hoeve in U-vorm                                               |                                                  |                       | Koekelare    | Eernegemstraat 71                                 |             | 208445  | Hoeve in U-vorm                                               |
| Boerenarbeidershuis                                           |                                                  |                       | Koekelare    | Eikendreef 22                                     |             | 208451  | Boerenarbeidershuis                                           |
| Koetshuis en stallingen van kasteel Piers-de Ravenschoot      |                                                  |                       | Koekelare    | Galgestraat 13, 17, 17A-F                         |             | 208454  | Koetshuis en stallingen van kasteel Piers-de Ravenschoot      |
| Begraafplaats                                                 |                                                  |                       | Koekelare    | Galgestraat                                       |             | 208464  | Begraafplaats                                                 |
| Hoeve                                                         |                                                  |                       | Koekelare    | Gistelstraat 5                                    |             | 208467  | Hoeve                                                         |
| Samenstel van twee dorpswoningen                              |                                                  |                       | Koekelare    | Hovaerestraat 16-18                               |             | 208473  | Samenstel van twee dorpswoningen                              |
| Kapel Onze-Lieve-Vrouw van de Bisschophoek                    | Monument                                         |                       | Koekelare    | Hovaerestraat                                     |             | 208476  | Kapel Onze-Lieve-Vrouw van de Bisschophoek                    |
| Hoeve in U-vorm                                               |                                                  |                       | Koekelare    | Hovaerestraat 115-117                             |             | 208479  | Hoeve in U-vorm                                               |
| Kapel Onze-Lieve-Vrouw                                        |                                                  |                       | Koekelare    | Hovaerestraat                                     |             | 208481  | Kapel Onze-Lieve-Vrouw                                        |
| Glasraam Sint-Vincentius                                      |                                                  |                       | Koekelare    | Ichtegemstraat                                    |             | 208484  | Glasraam Sint-Vincentius                                      |
| Middelbare Huishoudschool Sint-Godelieve van 1948             |                                                  |                       | Koekelare    | Ichtegemstraat 3                                  |             | 208485  | Middelbare Huishoudschool Sint-Godelieve van 1948             |
| Interbellumwoning                                             |                                                  |                       | Koekelare    | Ichtegemstraat 10                                 |             | 208487  | Interbellumwoning                                             |
| Interbellumwoning                                             |                                                  |                       | Koekelare    | Ichtegemstraat 12                                 |             | 208489  | Interbellumwoning                                             |
| Interbellumwoning                                             |                                                  |                       | Koekelare    | Ichtegemstraat 13                                 |             | 208498  | Interbellumwoning                                             |
| Kapel van het Sint-Martinusinstituut                          |                                                  |                       | Koekelare    | Ichtegemstraat                                    |             | 208501  | Kapel van het Sint-Martinusinstituut                          |
| Sint-Martinusinstituut                                        |                                                  |                       | Koekelare    | Ichtegemstraat 14                                 |             | 208505  | Sint-Martinusinstituut                                        |
| Villa Julien van 1926                                         |                                                  |                       | Koekelare    | Ichtegemstraat 37                                 |             | 208511  | Villa Julien van 1926                                         |
| Villa van 1935                                                |                                                  |                       | Koekelare    | Ichtegemstraat 76                                 |             | 208514  | Villa van 1935                                                |
| Kapel Onze-Lieve-Vrouw van Banneux van 1964                   |                                                  |                       | Koekelare    | Ichtegemstraat                                    |             | 208516  | Kapel Onze-Lieve-Vrouw van Banneux van 1964                   |
| Ondergrondse constructie van de Eerste Wereldoorlog           |                                                  |                       | Koekelare    | Jokweg                                            |             | 208519  | Ondergrondse constructie van de Eerste Wereldoorlog           |
| Gedenkteken voor Karel de Gheldere                            |                                                  |                       | Koekelare    | Karel de Ghelderelaan                             |             | 208521  | Gedenkteken voor Karel de Gheldere                            |
| Kapelletje in erfpijler                                       |                                                  |                       | Koekelare    | Kerkstraat                                        |             | 208527  | Kapelletje in erfpijler                                       |
| Lagere jongensschool en onderwijzerswoning                    |                                                  |                       | Koekelare    | Kleine Asstraat 2                                 |             | 208532  | Lagere jongensschool en onderwijzerswoning                    |
| Kleine villa van 1935                                         |                                                  |                       | Koekelare    | Kleine Stationsstraat 9                           |             | 208536  | Kleine villa van 1935                                         |
| Gedenkteken De Square                                         |                                                  |                       | Koekelare    | Kleiputstraat                                     |             | 208540  | Gedenkteken De Square                                         |
| Janssenskapel                                                 | Monument                                         |                       | Koekelare    | Kortemarkstraat                                   |             | 208544  | Janssenskapel                                                 |
| Boerenarbeidershuis                                           |                                                  |                       | Koekelare    | Leegtestraat 2                                    |             | 208565  | Boerenarbeidershuis                                           |
| Boerenarbeidershuis                                           |                                                  |                       | Koekelare    | Leegtestraat 6                                    |             | 208568  | Boerenarbeidershuis                                           |
| Pastorie en achtergelegen naaischool                          |                                                  |                       | Koekelare    | Lekestraat 33                                     |             | 208575  | Pastorie en achtergelegen naaischool                          |
| Katholieke meisjesschool De Mokkernaar                        |                                                  |                       | Koekelare    | Lekestraat 42                                     |             | 208578  | Katholieke meisjesschool De Mokkernaar                        |
| Klooster                                                      |                                                  |                       | Koekelare    | Lekestraat 46                                     |             | 208580  | Klooster                                                      |
| Dorpswoning                                                   |                                                  |                       | Koekelare    | Lekestraat 65                                     |             | 208583  | Dorpswoning                                                   |
| Samenstel van arbeidershuizen                                 |                                                  |                       | Koekelare    | Lekestraat 86-90                                  |             | 208585  | Samenstel van arbeidershuizen                                 |
| Dorpswoning van 1867                                          |                                                  |                       | Koekelare    | Leugenboomstraat 7                                |             | 208609  | Dorpswoning van 1867                                          |
| Hoeve                                                         |                                                  |                       | Koekelare    | Litterveldstraat 6                                |             | 208611  | Hoeve                                                         |
| Staakkapelletje ter ere van Onze-Lieve-Vrouw van Lourdes      |                                                  |                       | Koekelare    | Litterveldstraat                                  |             | 208612  | Staakkapelletje ter ere van Onze-Lieve-Vrouw van Lourdes      |
| Parochiekerk Sint-Martinus                                    |                                                  |                       | Koekelare    | Meunyckenplein                                    |             | 208615  | Parochiekerk Sint-Martinus                                    |
| Grafstenen en gedenkplaten                                    |                                                  |                       | Koekelare    | Meunyckenplein                                    |             | 208618  | Grafstenen en gedenkplaten                                    |
| Roepsteen bij Sint-Martinuskerk                               |                                                  |                       | Koekelare    | Meunyckenplein                                    |             | 208620  | Roepsteen bij Sint-Martinuskerk                               |
| Oorlogsgedenkplaten aan kerkportaal                           |                                                  |                       | Koekelare    | Meunyckenplein                                    |             | 208621  | Oorlogsgedenkplaten aan kerkportaal                           |
| Oorlogsgedenkteken                                            |                                                  |                       | Koekelare    | Meunyckenplein                                    |             | 208622  | Oorlogsgedenkteken                                            |
| Heldenhuldezerkje                                             |                                                  |                       | Koekelare    | Meunyckenplein                                    |             | 208623  | Heldenhuldezerkje                                             |
| Marmeren gedenkteken van 1978                                 |                                                  |                       | Koekelare    | Meunyckenplein                                    |             | 208625  | Marmeren gedenkteken van 1978                                 |
| Windwijzer                                                    |                                                  |                       | Koekelare    | Meunyckenplein                                    |             | 208626  | Windwijzer                                                    |
| Gedenksteen De Koekelaarse Fransmans                          |                                                  |                       | Koekelare    | Meunyckenplein                                    |             | 208629  | Gedenksteen De Koekelaarse Fransmans                          |
| Boerenarbeiderswoning                                         |                                                  |                       | Koekelare    | Moerdijkbeek Oost 8                               |             | 208632  | Boerenarbeiderswoning                                         |
| Hoeve                                                         |                                                  |                       | Koekelare    | Moerdijkbeek Oost 32                              |             | 208633  | Hoeve                                                         |
| Koetshuis van 1893                                            |                                                  |                       | Koekelare    | Moerdijkbeek Oost 34                              |             | 208636  | Koetshuis van 1893                                            |
| Kasteel Van Lede de Bruyn                                     |                                                  |                       | Koekelare    | Moerdijkbeek Oost 36                              |             | 208639  | Kasteel Van Lede de Bruyn                                     |
| Hekken                                                        |                                                  |                       | Koekelare    | Moerdijkbeek Oost                                 |             | 208643  | Hekken                                                        |
| IJskelder                                                     |                                                  |                       | Koekelare    | Moerdijkbeek Oost                                 |             | 208645  | IJskelder                                                     |
| Onze-Lieve-Vrouwkapel                                         |                                                  |                       | Koekelare    | Moerdijkbeek West                                 |             | 208653  | Onze-Lieve-Vrouwkapel                                         |
| Hoeve                                                         |                                                  |                       | Koekelare    | Moerdijkbeek West 39                              |             | 208656  | Hoeve                                                         |
| Gasthof De Hertog van Arenberg                                |                                                  |                       | Koekelare    | Moerestraat 1                                     |             | 208658  | Gasthof De Hertog van Arenberg                                |
| Paviljoen Sala Thai                                           |                                                  | 1989                  | Koekelare    | Moerestraat                                       |             | 208660  | Paviljoen Sala Thai                                           |
| Dorpswoning                                                   |                                                  |                       | Koekelare    | Moerestraat 18                                    |             | 208662  | Dorpswoning                                                   |
| Polyvalente cultuurzaal De Balluchon                          |                                                  |                       | Koekelare    | Moerestraat 19                                    |             | 208663  | Polyvalente cultuurzaal De Balluchon                          |
| Kunstwerk                                                     |                                                  |                       | Koekelare    | Moerestraat                                       |             | 208664  | Kunstwerk                                                     |
| Russisch tramrijtuig nummer 2603                              |                                                  |                       | Koekelare    | Moerestraat                                       |             | 208665  | Russisch tramrijtuig nummer 2603                              |
| Dorpswoning                                                   |                                                  |                       | Koekelare    | Moerestraat 22                                    |             | 208666  | Dorpswoning                                                   |
| Dorpswoning met winkelpui                                     |                                                  |                       | Koekelare    | Moerestraat 23                                    |             | 208667  | Dorpswoning met winkelpui                                     |
| Interbellumwoning                                             |                                                  |                       | Koekelare    | Moerestraat 39                                    |             | 208668  | Interbellumwoning                                             |
| Arbeidershuis                                                 |                                                  |                       | Koekelare    | Moerestraat 59                                    |             | 208669  | Arbeidershuis                                                 |
| Kapel Onze-Lieve-Vrouw hulp der Christenen                    |                                                  |                       | Koekelare    | Moerestraat                                       |             | 208670  | Kapel Onze-Lieve-Vrouw hulp der Christenen                    |
| Hoeve in U-vorm                                               |                                                  |                       | Koekelare    | Moerestraat 127                                   |             | 208672  | Hoeve in U-vorm                                               |
| Kastanjehof de Heerlijkheid van Rafelgem                      |                                                  |                       | Koekelare    | Moerestraat 168                                   |             | 208673  | Kastanjehof de Heerlijkheid van Rafelgem                      |
| Boerenhuis                                                    |                                                  |                       | Koekelare    | Moerestraat 187                                   |             | 208674  | Boerenhuis                                                    |
| Kapel van de Kastanje                                         |                                                  |                       | Koekelare    | Moerestraat                                       |             | 208675  | Kapel van de Kastanje                                         |
| Hoeve                                                         |                                                  |                       | Koekelare    | Moerestraat 203                                   |             | 208676  | Hoeve                                                         |
| Dorpswoning met werkhuis                                      |                                                  |                       | Koekelare    | Moerestraat 206                                   |             | 208677  | Dorpswoning met werkhuis                                      |
| Dorpswoning van 1935                                          |                                                  |                       | Koekelare    | Moerestraat 293                                   |             | 208678  | Dorpswoning van 1935                                          |
| Kruis aan zijgevel                                            |                                                  |                       | Koekelare    | Moerestraat 293                                   |             | 208679  | Kruis aan zijgevel                                            |
| Hoeve Te Waegheem                                             | Monument                                         |                       | Koekelare    | Moerewegel 37                                     |             | 208681  | Hoeve Te Waegheem                                             |
| Mokkermonument                                                |                                                  |                       | Koekelare    | Lekestraat                                        |             | 208682  | Mokkermonument                                                |
| Oorlogsgedenkteken                                            |                                                  |                       | Koekelare    | Ommegangstraat                                    |             | 208683  | Oorlogsgedenkteken                                            |
| Parochiekerk van De Mokker                                    |                                                  | 1932                  | Koekelare    | Ommegangstraat                                    |             | 208684  | Parochiekerk van De Mokker                                    |
| Kerkhof en Maria-ommegang                                     |                                                  |                       | Koekelare    | Ommegangstraat                                    |             | 208685  | Kerkhof en Maria-ommegang                                     |
| Kunstwerk                                                     |                                                  |                       | Koekelare    | Nieuwenhoveplein                                  |             | 208686  | Kunstwerk                                                     |
| Dorpswoning                                                   |                                                  |                       | Koekelare    | Noordomstraat 1                                   |             | 208687  | Dorpswoning                                                   |
| Dokterswoning met praktijk en tuin                            | Monument                                         |                       | Koekelare    | Noordomstraat 2                                   |             | 208688  | Dokterswoning met praktijk en tuin                            |
| Interbellumwoning                                             |                                                  |                       | Koekelare    | Noordomstraat 4                                   |             | 208689  | Interbellumwoning                                             |
| Natuurstenen menhirs of poëziezuilen                          |                                                  |                       | Koekelare    | Noordomstraat                                     |             | 208690  | Natuurstenen menhirs of poëziezuilen                          |
| Natuurstenen menhirs of poëziezuilen                          |                                                  |                       | Koekelare    | Noordomstraat                                     |             | 208690  | Natuurstenen menhirs of poëziezuilen                          |
| Woon- en winkelhuis van 1901                                  |                                                  |                       | Koekelare    | Noordomstraat 30-32                               |             | 208691  | Woon- en winkelhuis van 1901                                  |
| Dorpswoningen uit het interbellum                             |                                                  |                       | Koekelare    | Noordomstraat 31, 31A, 33                         |             | 208692  | Dorpswoningen uit het interbellum                             |
| Dorpswoning                                                   |                                                  |                       | Koekelare    | Ommegangstraat 8                                  |             | 208693  | Dorpswoning                                                   |
| Dorpswoning                                                   |                                                  |                       | Koekelare    | Oostmeetstraat 1                                  |             | 208694  | Dorpswoning                                                   |
| Burgerhuis                                                    |                                                  |                       | Koekelare    | Oostmeetstraat 4                                  |             | 208695  | Burgerhuis                                                    |
| Hoekpand                                                      |                                                  |                       | Koekelare    | Oostmeetstraat 7                                  |             | 208696  | Hoekpand                                                      |
| Burgerhuis van 1907                                           |                                                  |                       | Koekelare    | Oostmeetstraat 14                                 |             | 208697  | Burgerhuis van 1907                                           |
| Burgerhuis van 1919                                           |                                                  |                       | Koekelare    | Oostmeetstraat 18                                 |             | 208698  | Burgerhuis van 1919                                           |
| Dorpswoning                                                   |                                                  |                       | Koekelare    | Oostmeetstraat 22                                 |             | 208699  | Dorpswoning                                                   |
| Dorpswoning met winkelpui                                     |                                                  |                       | Koekelare    | Oostmeetstraat 28                                 |             | 208700  | Dorpswoning met winkelpui                                     |
| Klein winkelhuis                                              |                                                  |                       | Koekelare    | Oostmeetstraat 33                                 |             | 208701  | Klein winkelhuis                                              |
| Rijkswachtkazerne                                             | Monument                                         | 1893 Oscar De Breuck  | Koekelare    | Oostmeetstraat 36                                 |             | 208702  | Rijkswachtkazerne                                             |
| Burgerhuis                                                    |                                                  |                       | Koekelare    | Oostmeetstraat 49                                 |             | 208704  | Burgerhuis                                                    |
| Dorpswoning                                                   |                                                  |                       | Koekelare    | Oostmeetstraat 62                                 |             | 208705  | Dorpswoning                                                   |
| Hoeve in U-vorm                                               |                                                  |                       | Koekelare    | Oostmeetstraat 107                                |             | 208707  | Hoeve in U-vorm                                               |
| Hoeve 't Kruishof                                             |                                                  |                       | Koekelare    | Oostmeetstraat 300                                |             | 208709  | Hoeve 't Kruishof                                             |
| Hoeve in L-vorm                                               |                                                  |                       | Koekelare    | Portweg 2                                         |             | 208710  | Hoeve in L-vorm                                               |
| Grafsite Dieryckx                                             | Monument                                         |                       | Koekelare    | Portweg                                           |             | 208711  | Grafsite Dieryckx                                             |
| Herenhoeve Blauwhof                                           | Monument                                         |                       | Koekelare    | Portweg 6                                         |             | 208712  | Herenhoeve Blauwhof                                           |
| Dorpswoning                                                   |                                                  |                       | Koekelare    | Pottebezemstraat 11                               |             | 208713  | Dorpswoning                                                   |
| Dorpswoning                                                   |                                                  |                       | Koekelare    | Pottebezemstraat 13                               |             | 208714  | Dorpswoning                                                   |
| 't Pottebezemhof                                              |                                                  |                       | Koekelare    | Pottebezemstraat 38                               |             | 208715  | Upload foto                                                   |
| Hoeve                                                         |                                                  |                       | Koekelare    | Provinciebaan 1                                   |             | 208716  | Hoeve                                                         |
| Hoeve in U-vorm                                               |                                                  |                       | Koekelare    | Provinciebaan 3                                   |             | 208717  | Hoeve in U-vorm                                               |
| Hoeve                                                         |                                                  |                       | Koekelare    | Provinciebaan 11                                  |             | 208718  | Hoeve                                                         |
| Elektriciteitscabine                                          |                                                  |                       | Koekelare    | Provinciebaan                                     |             | 208719  | Elektriciteitscabine                                          |
| Boswachterswoning                                             |                                                  |                       | Koekelare    | Provinciebaan 56                                  |             | 208720  | Boswachterswoning                                             |
| Hoeve                                                         |                                                  |                       | Koekelare    | Puydsarmoede 4                                    |             | 208722  | Hoeve                                                         |
| Bakhuis van hoevesite                                         |                                                  |                       | Koekelare    | Puydsarmoede 8                                    |             | 208723  | Bakhuis van hoevesite                                         |
| Kapel Onze-Lieve-Vrouw van Groeninge                          |                                                  |                       | Koekelare    | Puydsarmoede                                      |             | 208724  | Kapel Onze-Lieve-Vrouw van Groeninge                          |
| Hoeve                                                         |                                                  |                       | Koekelare    | Ravegheersweg 6                                   |             | 208725  | Hoeve                                                         |
| Kunstwerk Vriendschap kent geen grenzen                       |                                                  |                       | Koekelare    | Ringlaan                                          |             | 208726  | Kunstwerk Vriendschap kent geen grenzen                       |
| Massieve beukenhaag                                           |                                                  |                       | Koekelare    | Ringlaan                                          |             | 208727  | Upload foto                                                   |
| Spoorauto Kamieltje                                           |                                                  |                       | Koekelare    | Ringlaan                                          |             | 208728  | Spoorauto Kamieltje                                           |
| Watertoren                                                    |                                                  |                       | Koekelare    | Ringlaan 54                                       |             | 208729  | Watertoren                                                    |
| Tramstation                                                   |                                                  |                       | Koekelare    | Ringlaan 58                                       |             | 208730  | Tramstation                                                   |
| Hoeve                                                         |                                                  |                       | Koekelare    | Scharynckweg 1                                    |             | 208731  | Hoeve                                                         |
| Kunstwerk                                                     |                                                  |                       | Koekelare    | Sint-Maartensplein                                |             | 208733  | Kunstwerk                                                     |
| Kunstwerk Wie weet?                                           |                                                  |                       | Koekelare    | Sint-Maartensplein                                |             | 208734  | Kunstwerk Wie weet?                                           |
| Herberg De Kroon                                              |                                                  |                       | Koekelare    | Sint-Maartensplein 2                              |             | 208735  | Herberg De Kroon                                              |
| Winkel                                                        |                                                  |                       | Koekelare    | Sint-Maartensplein 5                              |             | 208736  | Upload foto                                                   |
| Dorpswoning                                                   |                                                  |                       | Koekelare    | Sint-Maartensplein 9                              |             | 208737  | Dorpswoning                                                   |
| Notariswoning van 1902                                        | dorpsgezicht                                     |                       | Koekelare    | Sint-Maartensplein 11A                            |             | 208738  | Notariswoning van 1902                                        |
| Dorpswoningen                                                 | dorpsgezicht                                     |                       | Koekelare    | Sint-Maartensplein 13-15                          |             | 208739  | Dorpswoningen                                                 |
| Politiegebouw                                                 | dorpsgezicht                                     |                       | Koekelare    | Sint-Maartensplein 15B                            |             | 208740  | Politiegebouw                                                 |
| Beeldentuin                                                   | dorpsgezicht                                     |                       | Koekelare    | Sint-Maartensplein                                |             | 208741  | Beeldentuin                                                   |
| Siermotte in het Motepark                                     |                                                  |                       | Koekelare    | Sint-Maartensplein                                |             | 208742  | Siermotte in het Motepark                                     |
| Brouwerswoning Christiaen                                     | Monument                                         |                       | Koekelare    | Sint-Maartensplein 17                             |             | 208743  | Brouwerswoning Christiaen                                     |
| Brouwerswoning                                                | Monument                                         |                       | Koekelare    | Sint-Maartensplein 19                             |             | 208744  | Brouwerswoning                                                |
| Rijkswachtkazerne van 1977-1979                               |                                                  |                       | Koekelare    | St.-Sebastiaansplein 1-2, 4-8                     |             | 208745  | Rijkswachtkazerne van 1977-1979                               |
| Dorpswoning                                                   |                                                  |                       | Koekelare    | Stationsstraat 9                                  |             | 208746  | Dorpswoning                                                   |
| Langgestrekte hoeve                                           |                                                  |                       | Koekelare    | Steenovenstraat 4                                 |             | 208747  | Langgestrekte hoeve                                           |
| 't Ruydenberghen Hof                                          |                                                  |                       | Koekelare    | Steenstraat 2                                     |             | 208748  | 't Ruydenberghen Hof                                          |
| Boerenarbeidershuis                                           |                                                  |                       | Koekelare    | Stenenbrugstraat 1                                |             | 208749  | Boerenarbeidershuis                                           |
| Boerenarbeidershuis                                           |                                                  |                       | Koekelare    | Stenenbrugstraat 5                                |             | 208750  | Boerenarbeidershuis                                           |
| Hoekpand                                                      |                                                  |                       | Koekelare    | Sterrestraat 2                                    |             | 208751  | Hoekpand                                                      |
| Dorpswoning                                                   |                                                  |                       | Koekelare    | Sterrestraat 10                                   |             | 208752  | Dorpswoning                                                   |
| Volkshuis Germinal                                            |                                                  |                       | Koekelare    | Sterrestraat 11                                   |             | 208753  | Volkshuis Germinal                                            |
| Gedenksteen voor de gesloopte gemeenteschool                  |                                                  |                       | Koekelare    | Sterrestraat                                      |             | 208754  | Gedenksteen voor de gesloopte gemeenteschool                  |
| Gedenkplaat                                                   |                                                  |                       | Koekelare    | Sterrestraat                                      |             | 208755  | Gedenkplaat                                                   |
| Winkel-woonhuis                                               |                                                  |                       | Koekelare    | Sterrestraat 31                                   |             | 208757  | Winkel-woonhuis                                               |
| Handelshuis                                                   |                                                  |                       | Koekelare    | Sterrestraat 36                                   |             | 208758  | Handelshuis                                                   |
| Burgerhuis van 1934                                           |                                                  |                       | Koekelare    | Sterrestraat 40                                   |             | 208759  | Burgerhuis van 1934                                           |
| Zaadselectiebedrijf Proot                                     |                                                  |                       | Koekelare    | Sterrestraat 43                                   |             | 208760  | Zaadselectiebedrijf Proot                                     |
| Arbeidershuis                                                 |                                                  |                       | Koekelare    | Sterrestraat 44                                   |             | 208761  | Arbeidershuis                                                 |
| Boerenarbeidershuis                                           |                                                  |                       | Koekelare    | Sterrestraat 65                                   |             | 208762  | Boerenarbeidershuis                                           |
| Boerenarbeidershuis                                           |                                                  |                       | Koekelare    | Sterrestraat 72                                   |             | 208763  | Boerenarbeidershuis                                           |
| Gietijzeren pomp                                              |                                                  |                       | Koekelare    | Sterrestraat                                      |             | 208764  | Gietijzeren pomp                                              |
| Boerenarbeidershuis                                           |                                                  |                       | Koekelare    | Sterrestraat 89                                   |             | 208765  | Boerenarbeidershuis                                           |
| Kapel                                                         |                                                  |                       | Koekelare    | Sterrestraat 102                                  |             | 208766  | Kapel                                                         |
| Dorpswoning                                                   |                                                  |                       | Koekelare    | Sterrestraat 129                                  |             | 208767  | Dorpswoning                                                   |
| Hoeve                                                         |                                                  |                       | Koekelare    | Swytswal 2A                                       |             | 208768  | Hoeve                                                         |
| Hoeve in L-vorm                                               |                                                  |                       | Koekelare    | Swytswal 29                                       |             | 208769  | Hoeve in L-vorm                                               |
| Archeologische reconstructie Oosthof                          |                                                  |                       | Koekelare    | 't Oosthof                                        |             | 208770  | Archeologische reconstructie Oosthof                          |
| Wapenschild Piers de Raveschoot                               |                                                  |                       | Koekelare    | 't Oosthof                                        |             | 208771  | Wapenschild Piers de Raveschoot                               |
| Kunstwerk Kinaree                                             |                                                  |                       | Koekelare    | 't Oosthof                                        |             | 208772  | Kunstwerk Kinaree                                             |
| Hoeve                                                         |                                                  |                       | Koekelare    | Torneelstraat 3                                   |             | 208773  | Hoeve                                                         |
| Hoevesite                                                     |                                                  |                       | Koekelare    | Torneelstraat 4                                   |             | 208774  | Hoevesite                                                     |
| Dorpswoning                                                   |                                                  |                       | Koekelare    | Veldstraat 9                                      |             | 208775  | Dorpswoning                                                   |
| Dorpswoning                                                   |                                                  |                       | Koekelare    | Veldstraat 14                                     |             | 208776  | Dorpswoning                                                   |
| Samenstel van dorpswoningen                                   |                                                  |                       | Koekelare    | Veldstraat 22-36                                  |             | 208777  | Samenstel van dorpswoningen                                   |
| Dorpswoningen in spiegelbeeldschema                           |                                                  |                       | Koekelare    | Veldstraat 52-54                                  |             | 208778  | Dorpswoningen in spiegelbeeldschema                           |
| Wijkschool De Toekomst                                        |                                                  |                       | Koekelare    | Veldstraat 58                                     |             | 208779  | Wijkschool De Toekomst                                        |
| Hoeve                                                         |                                                  |                       | Koekelare    | Veldstraat 117                                    |             | 208797  | Hoeve                                                         |
| Dorpswoning                                                   |                                                  |                       | Koekelare    | Veldstraat 118                                    |             | 208798  | Dorpswoning                                                   |
| Arbeidershuizen                                               |                                                  |                       | Koekelare    | Veldstraat 200-202                                |             | 208799  | Arbeidershuizen                                               |
| Arbeidershuis                                                 |                                                  |                       | Koekelare    | Veldstraat 204                                    |             | 208800  | Arbeidershuis                                                 |
| Oorlogsgedenkteken van 1985                                   |                                                  |                       | Koekelare    | De Wallaart                                       |             | 208801  | Oorlogsgedenkteken van 1985                                   |
| Hoeve                                                         |                                                  |                       | Koekelare    | Warandestraat 63                                  |             | 208802  | Upload foto                                                   |
| Kapel van de Mokker                                           | Monument                                         | 1876                  | Koekelare    | Westmeetstraat                                    |             | 208803  | Kapel van de Mokker                                           |
| Dorpswoning                                                   |                                                  |                       | Koekelare    | Westmeetstraat 38                                 |             | 208804  | Dorpswoning                                                   |
| Boerenarbeidershuis                                           |                                                  |                       | Koekelare    | Westmeetstraat 50                                 |             | 208805  | Boerenarbeidershuis                                           |
| Pijlerkapel                                                   |                                                  |                       | Koekelare    | Westmeetstraat                                    |             | 208806  | Upload foto                                                   |
| Duits bassin De Duitse put                                    |                                                  |                       | Koekelare    | Westveldweg                                       |             | 208807  | Duits bassin De Duitse put                                    |
| Stenen windmolen Hovaeremolen                                 | Monument                                         |                       | Koekelare    | Wulfaertdijk                                      |             | 208808  | Stenen windmolen Hovaeremolen                                 |
| Arbeidershuis                                                 |                                                  |                       | Koekelare    | Wulfaertdijk 2                                    |             | 208809  | Arbeidershuis                                                 |
| Hoeve                                                         |                                                  |                       | Koekelare    | Wulfaertdijk 3                                    |             | 208810  | Hoeve                                                         |
| Hoeve                                                         |                                                  |                       | Koekelare    | Zandestraat 2                                     |             | 208812  | Hoeve                                                         |
| Arbeidershuizen                                               |                                                  |                       | Koekelare    | Zuidlaan 3-7, 11                                  |             | 208813  | Arbeidershuizen                                               |
| Arbeidershuis van 1907                                        |                                                  |                       | Koekelare    | Zuidstraat 7                                      |             | 208814  | Arbeidershuis van 1907                                        |
| Plaetsemolen of Molen Van Ghillewe                            |                                                  |                       | Koekelare    | Zuidstraat 9C                                     |             | 208815  | Plaetsemolen of Molen Van Ghillewe                            |
| Kapelletje                                                    |                                                  |                       | Koekelare    | Zuidstraat                                        |             | 208817  | Kapelletje                                                    |
| Hoeve in U-vorm                                               |                                                  |                       | Koekelare    | Zuidstraat 93                                     |             | 208819  | Hoeve in U-vorm                                               |
| Hoeve                                                         |                                                  |                       | Bovekerke    | Bafferstraat 2                                    |             | 208820  | Hoeve                                                         |
| Kapel Onze-Lieve-Vrouw                                        |                                                  |                       | Bovekerke    | Bovekerkestraat                                   |             | 208821  | Kapel Onze-Lieve-Vrouw                                        |
| Arbeiderswoning                                               |                                                  |                       | Bovekerke    | Bovekerkestraat 50                                |             | 208822  | Arbeiderswoning                                               |
| Dorpswoning                                                   |                                                  |                       | Bovekerke    | Bovekerkestraat 64                                |             | 208823  | Dorpswoning                                                   |
| Arbeiderswoning                                               |                                                  |                       | Bovekerke    | Bovekerkestraat 100                               |             | 208824  | Arbeiderswoning                                               |
| Dorpswoning                                                   |                                                  |                       | Bovekerke    | Bovekerkestraat 114                               |             | 208826  | Dorpswoning                                                   |
| Dorpswoningen                                                 |                                                  |                       | Bovekerke    | Bovekerkestraat 143                               |             | 208827  | Dorpswoningen                                                 |
| Parochiekerk Sint-Gertrudis                                   | Monument, toren                                  |                       | Bovekerke    | Bovekerkestraat                                   |             | 208828  | Parochiekerk Sint-Gertrudis                                   |
| Kerkhof rondom de Sint-Gertrudiskerk                          |                                                  |                       | Bovekerke    | Bovekerkestraat                                   |             | 208829  | Kerkhof rondom de Sint-Gertrudiskerk                          |
| Roepsteen bij Sint-Gertrudiskerk                              |                                                  |                       | Bovekerke    | Bovekerkestraat                                   |             | 208830  | Roepsteen bij Sint-Gertrudiskerk                              |
| Oorlogsgedenkteken                                            |                                                  |                       | Bovekerke    | Bovekerkestraat                                   |             | 208831  | Oorlogsgedenkteken                                            |
| Kapel                                                         |                                                  |                       | Bovekerke    | Bovekerkestraat                                   |             | 208832  | Kapel                                                         |
| Onderwijzerswoning                                            | Monument                                         | 1873 Pierre Buyck     | Bovekerke    | Bovekerkestraat 168                               |             | 208833  | Onderwijzerswoning                                            |
| Elektriciteitscabine met transformatorhuis                    | Monument                                         |                       | Bovekerke    | Bovekerkestraat                                   |             | 208834  | Elektriciteitscabine met transformatorhuis                    |
| Gemeentehuis Bovekerke                                        | Monument                                         | 1922 Theo Raison      | Bovekerke    | Bovekerkestraat 170                               |             | 208835  | Gemeentehuis Bovekerke                                        |
| Dorpswoning                                                   |                                                  |                       | Bovekerke    | Bovekerkestraat 182                               |             | 208836  | Dorpswoning                                                   |
| Hoeve                                                         |                                                  |                       | Bovekerke    | Burgemeester Van Ackerestraat 11                  |             | 208839  | Hoeve                                                         |
| Hoeve De Lange Scheure                                        |                                                  |                       | Bovekerke    | Burgemeester Van Ackerestraat 13                  |             | 208840  | Hoeve De Lange Scheure                                        |
| Hoeve                                                         |                                                  |                       | Bovekerke    | Burgemeester Van Ackerestraat 14                  |             | 208841  | Hoeve                                                         |
| Kapel Onze-Lieve-Vrouw                                        |                                                  |                       | Bovekerke    | Burgemeester Van Ackerestraat                     |             | 208842  | Kapel Onze-Lieve-Vrouw                                        |
| Pijlerkapel Onze-Lieve-Vrouw Troost in Nood                   |                                                  |                       | Bovekerke    | Debruynehoek                                      |             | 208844  | Pijlerkapel Onze-Lieve-Vrouw Troost in Nood                   |
| Dorpswoning                                                   |                                                  |                       | Bovekerke    | Konijnenstraat 4                                  |             | 208845  | Dorpswoning                                                   |
| Dorpswoning                                                   | Monument                                         |                       | Bovekerke    | Konijnenstraat 6                                  |             | 208846  | Dorpswoning                                                   |
| Dorpswoning met stalling                                      |                                                  |                       | Bovekerke    | Middelstraat 12                                   |             | 208847  | Dorpswoning met stalling                                      |
| Molenaarswoning van 1844                                      |                                                  |                       | Bovekerke    | Middelstraat 15                                   |             | 208848  | Molenaarswoning van 1844                                      |
| Kapel Onze-Lieve-Vrouw                                        |                                                  |                       | Bovekerke    | Molenhoek                                         |             | 208851  | Kapel Onze-Lieve-Vrouw                                        |
| Kapel Onze-Lieve-Vrouw                                        |                                                  |                       | Bovekerke    | Molenhoek                                         |             | 208852  | Kapel Onze-Lieve-Vrouw                                        |
| Hoeve in L-vorm                                               |                                                  |                       | Bovekerke    | Moscou 4                                          |             | 208853  | Hoeve in L-vorm                                               |
| Kapel                                                         |                                                  |                       | Bovekerke    | Moscou                                            |             | 208854  | Kapel                                                         |
| Burgerhuis                                                    |                                                  |                       | Bovekerke    | Noordstraat 1                                     |             | 208855  | Burgerhuis                                                    |
| Arbeidershuis                                                 |                                                  |                       | Bovekerke    | Noordstraat 19                                    |             | 208856  | Arbeidershuis                                                 |
| Interbellumwoning                                             |                                                  |                       | Bovekerke    | Noordstraat 29                                    |             | 208857  | Interbellumwoning                                             |
| Hoeve                                                         |                                                  |                       | Bovekerke    | Noordstraat 59                                    |             | 208858  | Hoeve                                                         |
| Kapel                                                         |                                                  |                       | Bovekerke    | Noordstraat                                       |             | 208859  | Kapel                                                         |
| Arbeiderswoning                                               |                                                  |                       | Bovekerke    | Noordstraat 70                                    |             | 208860  | Arbeiderswoning                                               |
| Woonwinkelhuis                                                |                                                  |                       | Bovekerke    | Oudstrijdersstraat 2                              |             | 208862  | Woonwinkelhuis                                                |
| Dorpswoning                                                   |                                                  |                       | Bovekerke    | Oudstrijdersstraat 3                              |             | 208863  | Dorpswoning                                                   |
| Lage dorpswoningen                                            |                                                  |                       | Bovekerke    | Populiereweg 56-58                                |             | 208864  | Lage dorpswoningen                                            |
| Kapel Onze-Lieve-Vrouw                                        |                                                  |                       | Bovekerke    | Populiereweg                                      |             | 208865  | Kapel Onze-Lieve-Vrouw                                        |
| Militaire constructie bos Ter Heide (2)                       | Monument                                         |                       | Bovekerke    | Bafferstraat                                      |             | 208866  | Militaire constructie bos Ter Heide (2)                       |
| Ondergrondse betonnen militaire constructie bos Ter Heide (1) | Monument                                         |                       | Bovekerke    | Bafferstraat                                      |             | 208867  | Ondergrondse betonnen militaire constructie bos Ter Heide (1) |
| Kilometerpaal                                                 |                                                  |                       | Bovekerke    | Vladslostraat                                     |             | 208868  | Kilometerpaal                                                 |
| Brug over de Plaatsebeek                                      |                                                  |                       | Bovekerke    | Vladslostraat                                     |             | 208869  | Brug over de Plaatsebeek                                      |
| Wegwijzer                                                     |                                                  |                       | Bovekerke    | Vladslostraat                                     |             | 208870  | Wegwijzer                                                     |
| Hoeve                                                         |                                                  |                       | Bovekerke    | Vladslostraat 5                                   |             | 208871  | Hoeve                                                         |
| Arbeiderswoning                                               |                                                  |                       | Bovekerke    | Vladslostraat 10                                  |             | 208872  | Arbeiderswoning                                               |
| Hoeve                                                         |                                                  |                       | Bovekerke    | Vladslostraat 16                                  |             | 208873  | Hoeve                                                         |
| Pastorie Sint-Gertrudisparochie                               | Monument                                         | 1868 Pierre Buyck     | Bovekerke    | Werkenstraat 1                                    |             | 208874  | Pastorie Sint-Gertrudisparochie                               |
| Wegwijzer                                                     |                                                  |                       | Bovekerke    | Werkenstraat                                      |             | 208876  | Wegwijzer                                                     |
| Kunstwerk naar ontwerp van J. Devriese                        |                                                  |                       | Bovekerke    | Werkenstraat                                      |             | 208877  | Kunstwerk naar ontwerp van J. Devriese                        |
| Kunstwerk Vrijheid naar ontwerp van J. Devriese               |                                                  |                       | Bovekerke    | Werkenstraat                                      |             | 208878  | Kunstwerk Vrijheid naar ontwerp van J. Devriese               |
| Hoeve                                                         | Monument                                         |                       | Bovekerke    | Werkenstraat 2                                    |             | 208879  | Hoeve                                                         |
| Hoeve                                                         |                                                  |                       | Bovekerke    | Werkenstraat 12                                   |             | 208880  | Hoeve                                                         |
| Hoeve in L-vorm                                               |                                                  |                       | Zande        | Dweersstraat 1                                    |             | 208881  | Hoeve in L-vorm                                               |
| 't Waaiboerhof                                                |                                                  |                       | Zande        | Dweersstraat 4                                    |             | 208882  | 't Waaiboerhof                                                |
| Brug over Kapellegeleed                                       |                                                  |                       | Zande        | Kapellestraat                                     |             | 208883  | Brug over Kapellegeleed                                       |
| Hoeve                                                         |                                                  |                       | Zande        | Kapellestraat 2                                   |             | 208884  | Hoeve                                                         |
| Hoeve                                                         |                                                  |                       | Zande        | Kapellestraat 3                                   |             | 208885  | Hoeve                                                         |
| Hoeve De Neuteboom                                            |                                                  |                       | Zande        | Korkentapstraat 6                                 |             | 208886  | Hoeve De Neuteboom                                            |
| Hoeve in U-vorm                                               | Monument                                         |                       | Zande        | Korkentapstraat 17                                |             | 208887  | Hoeve in U-vorm                                               |
| Herberg                                                       |                                                  |                       | Zande        | Korkentapstraat 18                                |             | 208888  | Herberg                                                       |
| Rosmolenhoeve                                                 |                                                  |                       | Zande        | Korkentapstraat 25                                |             | 208889  | Rosmolenhoeve                                                 |
| Kapel Onze-Lieve-Vrouw Nood Zoekt Troost                      |                                                  |                       | Zande        | Korkentapstraat                                   |             | 208890  | Kapel Onze-Lieve-Vrouw Nood Zoekt Troost                      |
| Hoekpand                                                      |                                                  |                       | Zande        | Korkentapstraat 35                                |             | 208891  | Hoekpand                                                      |
| Sluis op het Lekedijkgeleed                                   |                                                  |                       | Zande        | Lekedijk                                          |             | 208892  | Sluis op het Lekedijkgeleed                                   |
| Kapel Onze-Lieve-Vrouw                                        |                                                  |                       | Zande        | Pereboomstraat                                    |             | 208893  | Kapel Onze-Lieve-Vrouw                                        |
| Hoeve                                                         | Monument                                         |                       | Zande        | Pereboomstraat 1                                  |             | 208894  | Hoeve                                                         |
| Omwalling                                                     |                                                  |                       | Zande        | Pereboomstraat                                    |             | 208895  | Omwalling                                                     |
| Hoeve Speershof                                               |                                                  |                       | Zande        | Pereboomstraat 3                                  |             | 208896  | Hoeve Speershof                                               |
| Vrije Meisjesschool en klooster                               |                                                  | 1896                  | Zande        | Schouttetenstraat 1                               |             | 208897  | Vrije Meisjesschool en klooster                               |
| Parochiekerk Sint-Andries                                     |                                                  | 1911 Jules Carette    | Zande        | Sint-Andriesstraat                                |             | 208898  | Parochiekerk Sint-Andries                                     |
| Kerkhof rond de Sint-Andrieskerk                              |                                                  |                       | Zande        | Sint-Andriesstraat                                |             | 208899  | Kerkhof rond de Sint-Andrieskerk                              |
| Gedenksteen E. Lehmann                                        |                                                  |                       | Zande        | Sint-Andriesstraat                                |             | 208900  | Gedenksteen E. Lehmann                                        |
| Gedenkzuil Landwehr-Infanterie-Regiment Nr. 74                |                                                  |                       | Zande        | Sint-Andriesstraat                                |             | 208901  | Gedenkzuil Landwehr-Infanterie-Regiment Nr. 74                |
| Gedenkzuil slachtoffers Eerste Wereldoorlog                   |                                                  |                       | Zande        | Sint-Andriesstraat                                |             | 208902  | Gedenkzuil slachtoffers Eerste Wereldoorlog                   |
| Dorpswoning                                                   |                                                  |                       | Zande        | Sint-Andriesstraat 1                              |             | 208903  | Dorpswoning                                                   |
| Gemeenteschool en onderwijzerswoning                          | Monument: woning                                 | 1882 René Buyck       | Zande        | Sint-Andriesstraat 2                              |             | 208904  | Gemeenteschool en onderwijzerswoning                          |
| Pastorie                                                      |                                                  |                       | Zande        | Sint-Andriesstraat 8                              |             | 208905  | Pastorie                                                      |
| Dorpswoning                                                   |                                                  |                       | Zande        | Sint-Andriesstraat 13                             |             | 208906  | Dorpswoning                                                   |
| Hoeve Sint-Andreashof                                         |                                                  |                       | Zande        | Sint-Andriesstraat 23                             |             | 208907  | Hoeve Sint-Andreashof                                         |
| Dorpswoning                                                   |                                                  |                       | Zande        | Sint-Andriesstraat 26                             |             | 208908  | Dorpswoning                                                   |
| Herberg van 1878                                              |                                                  |                       | Zande        | Sint-Andriesstraat 28                             |             | 208909  | Herberg van 1878                                              |
| Kasseiweg Vladslostraat - Bovekerkestraat                     | Monument                                         |                       | Bovekerke    | Vladslostraat                                     |             | 209216  | Kasseiweg Vladslostraat - Bovekerkestraat                     |
| Duitse bunker Bos Ter Heide (5)                               | Monument                                         |                       | Bovekerke    | Bafferstraat                                      |             | 213547  | Duitse bunker Bos Ter Heide (5)                               |
| Duitse betonnen constructie Bos Ter Heide (3)                 | Monument                                         |                       | Bovekerke    | Bafferstraat                                      |             | 213548  | Duitse betonnen constructie Bos Ter Heide (3)                 |
| Duitse betonnen constructie Bos Ter Heide (4)                 | Monument                                         |                       | Bovekerke    | Bafferstraat                                      |             | 213549  | Duitse betonnen constructie Bos Ter Heide (4)                 |